# Lars Fuhre
Lars Mendonca Fuhre, född 29 september 1989, är en norsk fotbollsspelare som spelar för Asker.

## Karriär
Lars Fuhre startade sin karriär i Hokksund IL, innan han 2006 skrev på för Strømsgodset IF. Efter tre säsonger med lite speltid så flyttade Fuhre till Nybergsund IL på inrådan av Kjetil Rekdal. Efter två säsonger så flyttade Fuhre vidare då han 2010 gick till Aalesunds FK, som Rekdal nu var tränare i. Övergången kostade klubben drygt 100,000 norska kronor. I hans debut för Aalesund 1 augusti 2010 förlorade man mot Fuhres gamla klubb Strømsgodset med 3-1. När Aalesund kvalade till Europa League 2011/12 så gjorde Fuhre ett mål i matchen mot Neath som Aalesund vann med 4-1.
I januari 2014 skrev Fuhre på ett 3-årskontrakt med Hammarby IF. Lars Fuhre gjorde sitt första ligamål för klubben i hemmapremiären mot Degerfors IF 14 april 2014, en match som Hammarby vann med 5-0.
I mars 2016 värvades Fuhre av norska Mjøndalen IF. I mars 2017 värvades Fuhre av Östers IF, där han skrev på ett tvåårskontrakt. Den 1 augusti 2018 värvades Fuhre av Örgryte IS, där han skrev på ett halvårskontrakt. I december 2018 skrev Fuhre på ett tvåårskontrakt med Asker.

### Webbkällor
- Lars Fuhre på Svenska Fotbollförbundets webbplats
- Lars Fuhre på Soccerway (engelska)
- Lars Fuhre på transfermarkt.co.uk